# National Trophy Series 2016-2017
Navigation
2015-2016 2017-2018
Le National Trophy Series 2016-2017 a lieu du 9 octobre 2016 à Derby au 11 décembre 2016 à Shrewsbury. Elle comprend cinq manches. Toutes les épreuves font partie du calendrier de la saison de cyclo-cross masculine 2016-2017.

## Résultats

### Podiums masculins
| # | Date        | Lieu        | Vainqueur          | Deuxième           | Troisième           | Leader du classement général |
| - | ----------- | ----------- | ------------------ | ------------------ | ------------------- | ---------------------------- |
| 1 | 9 octobre   | Derby       | Yorben Van Tichelt | Ian Field          | Angelo De Clercq    | Yorben Van Tichelt           |
| 2 | 23 octobre  | Abergavenny | Ian Field          | Yorben Van Tichelt | Billy Harding       | Ian Field                    |
| 3 | 13 novembre | Sunderland  | Ian Field          | Yorben Van Tichelt | Paul Oldham         | Ian Field                    |
| 4 | 27 novembre | Ipswich     | Yorben Van Tichelt | Ian Field          | Roel van der Stegen | Yorben Van Tichelt           |
| 5 | 11 décembre | Shrewsbury  | Ian Field          | Liam Killeen       | David Fletcher      | Ian Field                    |

### Podiums féminins
| # | Date        | Lieu        | Vainqueur     | Deuxième         | Troisième        | Leader du classement général |
| - | ----------- | ----------- | ------------- | ---------------- | ---------------- | ---------------------------- |
| 1 | 9 octobre   | Derby       | Hannah Payton | Annabel Simpson  | Bethany Crumpton | Hannah Payton                |
| 2 | 23 octobre  | Abergavenny | Evie Richards | Bethany Crumpton | Annabel Simpson  | Hannah Payton                |
| 3 | 13 novembre | Sunderland  | Hannah Payton | Bethany Crumpton | Ffion James      | Hannah Payton                |
| 4 | 27 novembre | Ipswich     | Hannah Payton | Annabel Simpson  | Ffion James      | Hannah Payton                |
| 5 | 11 décembre | Shrewsbury  | Hannah Payton | Emily Wasworth   | Annabel Simpson  | Hannah Payton                |